# Carl Hirschmann
Carl Anton Wilhelm Hirschmann – holenderski bankier oraz działacz FIFA, założyciel tej federacji w 1904 roku. Jeden z dwóch pierwszych wiceprzewodniczących, a także drugi Sekretarz Generalny FIFA.

## Życie i kariera zawodowa
Carl Hirschmann pracował jako Sekretarz Generalny Królewskiego Holenderskiego Związku Piłki Nożnej. 23 maja 1904 Robert Guérin został pierwszym prezydentem FIFA, a Hirschmann wraz ze Szwajcarem Victorem Schneiderem zostali wybrani na wiceprzewodniczących. Pierwszym Sekretarzem Generalnym FIFA został z kolei Belg Louis Muhlinghaus, którego stanowisko Hirschmann przejął po dwóch latach.
I wojna światowa spowodowała przerwę w rozwoju FIFA, choć na neutralnych boiskach nadal odbywały się międzynarodowe spotkania. W 1918 zmarł jej drugi prezydent, Daniel Burley Woolfall i od tego czasu nieoficjalnie władzę przejął Hirschmann. Jako Sekretarz Honorowy, ze swojego biura w Amsterdamie starał się utrzymać federację przy życiu, między innymi wymieniając korespondencję ze współpracownikami zza granicy. Hirschmann zamierzał zorganizować spotkanie w Brukseli w 1919 roku, ale rozmowy na ten temat, zwłaszcza z przedstawicielami angielskiej federacji, mocno się przedłużały. Do spotkania ostatecznie doszło rok później w Antwerpii, gdzie został wybrany nowy prezydent FIFA, Jules Rimet. Hirschmann ponownie został wybrany na Sekretarza Generalnego i pełnił tę funkcję aż do 1931 roku, kiedy to postanowił z niej zrezygnować.
Holender całe swoje życie poświęcał sportowi, nie tylko piłce nożnej, przyczynił się także do powstania narodowego komitetu olimpijskiego.